# Kvantekemi
Kvantekemi er anvendelsen af kvantemekanik på kemiske problemstillinger.
Beskrivelsen af, hvordan elektroner opfører sig i atomer og molekyler med hensyn til reaktivitet er et betydningsfuldt område indenfor kvantekemien. 
Da kvantemekaniske undersøgelser af atomer anses for at ligge på grænsefladen mellem fysik og kemi, og ikke altid medtages i kvantekemien, anser man ofte de tyske videnskabsmænd Walter Heitler og Fritz London's beregning på hydrogenmolekylet (H2) i 1927 som værende den første ægte kvantekemiske beregning (selvom Heitler og London normalt betragtes som fysikere). Heitler og London's metode blev videreudviklet af to amerikanske kemikere, John C. Slater og Linus Pauling, til "Valence-Bond" (VB) metoden (også kaldet Heitler-London-Slater-Pauling (HLSP) metoden). I denne metode er opmærksomheden primært rettet mod hvordan atomer parvist påvirker hinanden, og metoden har derfor en tæt sammenhæng med den klassiske kemis beskrivelse af en kemisk binding mellem to atomer.
Friedrich Hund og Robert S. Mulliken udviklede en alternativ metode, hvor elektronerne beskrives ved hjælp af matematiske funktioner, delokaliseret ud over et helt molekyle. Hund-Mulliken metoden (eller molekylorbital (MO) metoden) er ikke så intuitiv, set fra kemikerens synspunkt, men da det har vist sig, at den er bedre end VB-metoden til at forudsige egenskaberne for molekyler, er det i praksis kun denne metode der bruges i dag.
Nogle emner indenfor kvantekemien:
- Born-Oppenheimer approximationen
- Hartree-Fock "self consistent field" (SCF) teori
- Tæthedsfunktionalteorien ("DFT" fra engelsk "density functional theory")

Personer, udover de ovenfor nævnte, der har haft betydning for udviklingen af kvantekemien:
- Erich Hückel
- Rudolph Pariser
- Robert G. Parr
- John Pople
- Henry Eyring